# Marta Zanini
Marta Zanini (Lecco, 1º novembre 1988) è un'ex calciatrice italiana, di ruolo centrocampista.

## Carriera
Marta Zanini si appassiona al calcio già da giovane e, dopo precedenti esperienze, nella seconda parte degli anni duemila si tessera con la Real Amatese Mariano, società di Mariano Comense, nel comasco, con cui partecipa nella formazione titolare al campionato di Serie C Lombardia. Dopo il trasferimento della sede societaria a Meda e il cambio di denominazione in Real Meda, Zanini gioca ancora due stagioni conquistando al termine del campionato 2009-2010 la promozione in Serie B, l'allora terzo livello del campionato italiano femminile di calcio, e mettendosi in luce durante la stagione 2010-2011, congedandosi in quest'ultima con le medesi con un tabellino di 14 presenze su 22 partite e 2 reti segnate.
Notata dagli osservatori del Como 2000, nell'estate 2011 Zanini viene contattata dalla società comasca che le propone di essere inserita in rosa per giocare in Serie A. Con la maglia biancazzurra parte titolare nel ruolo di centrocampista dalla stagione 2011-2012. Con il Como 2000 gioca quattro campionati, rimanendo fino alla stagione 2014-2015, quella della retrocessione delle lariane in cadetteria, decidendo di non rinnovare l'impegno e abbandonando l'attività agonistica.